# Teren kanoniczny
Teren kanoniczny – pojęcie funkcjonujące we współczesnej eklezjologii prawosławnej, przede wszystkim w pracach autorów związanych z Rosyjskim Kościołem Prawosławnym oznaczające terytoria lub grupy etniczne, które niezależnie od swojej sytuacji politycznej powinny przynależeć poszczególnym Kościołom autokefalicznym. Pojęcie terenu kanonicznego stoi w opozycji do terytorium kanonicznego, który oznacza jedynie aktualną przynależność jurysdykcyjną danego obszaru.
Teoria terenu kanonicznego powstała po upadku ZSRR, w związku ze zmianą sytuacji politycznej Rosyjskiego Kościoła Prawosławnego. Za jej twórcę uważa się metropolitę petersburskiego i ładoskiego Jana (Snyczowa). Sformułował on teorię, według której istnieje obszar, który z powodów kulturalnych, historycznych i językowych w sposób trwały jest związany z Patriarchatem Moskiewskim. W statucie Rosyjskiego Kościoła Prawosławnego przyjętym przez Sobór Biskupów w 2000 roku obszar ten został zdefiniowany jako terytorium następujących krajów: Rosja, Ukraina, Białoruś, Litwa, Łotwa, Estonia, Mołdawia, Azerbejdżan, Kazachstan, Kirgistan, Tadżykistan, Turkmenistan i Uzbekistan. Koncepcja terenu kanonicznego zakłada więc niemożność tworzenia na wymienionych terenach nowych Kościołów autokefalicznych. W tekstach niektórych teologów rosyjskich (np. patriarchy Cyryla) pojęcie to jest rozciągane również na obszary, które podlegały Patriarchatowi Moskiewskiemu w przeszłości.
Na mniejszą skalę teorią terenu kanonicznego posługuje się Patriarchat Konstantynopolitański, Serbski Kościół Prawosławny oraz Grecki Kościół Prawosławny.
Pochodną koncepcję kulturowego terenu kanonicznego przedstawił metropolita Hilarion (Alfiejew), według którego istnieją narody tradycyjnie prawosławne, co uprawnia do traktowania zamieszkanych przez nie terenów jako automatycznych jurysdykcji odpowiednich Kościołów lokalnych.
Teoria terenu kanonicznego jest przedmiotem krytyki polskiego teologa prawosławnego Marka Ławreszuka, który uważa ją za zagrożenie dla tradycyjnych zasad współpracy prawosławnych Kościołów autokefalicznych, czy wręcz narzędzie imperializmu eklezjalnego.